# Contea di Berrien (Michigan)
La contea di Berrien, in inglese Berrien County, è una contea dello Stato del Michigan, negli Stati Uniti. La popolazione al censimento del 2000 era di 162 453 abitanti. Il capoluogo di contea è St. Joseph.